# 311省道 (浙江省)
311省道又名象西线，原编号36，是浙江省东部的一条省道，位于宁波市和绍兴市境内，北起象山县丹西街道接215省道，此后途经墙头、西周进入宁海县境内，经大佳何镇、梅林街道、抵达新昌县境内，经巧英乡、小将镇抵达大市聚镇西山村接309省道。